# Die Wahrsagerin (Polka)
Die Die Wahrsagerin ist eine Polka-Mazurka von Johann Strauss Sohn (op. 420). Das Werk wurde am 26. Dezember 1885 im Konzertsaal des Wiener Musikvereins unter der Leitung des Komponisten erstmals aufgeführt.

## Einzelnachweis
1. ↑  Quelle: Englische Version des Booklets (Seite 94–95) in der 52 CDs umfassenden Gesamtausgabe der Orchesterwerke von Johann Strauß (Sohn), Hrsg. Naxos (Label). Das Werk ist als elfter Titel auf der 35. CD zu hören.